# Liste der Baudenkmale in Groß Mimmelage
In der Liste der Baudenkmale in Groß Mimmelage sind die Baudenkmale der niedersächsischen Ortschaft Groß Mimmelage aufgelistet. Die übrigen Ortsteile der Gemeinde Badbergen sind in eigenständigen Listen aufgeführt.
Die Quelle der Baudenkmale ist der Denkmalatlas Niedersachsen. Der Stand der Liste ist der 10. Dezember 2024.

## Allgemein
In den Spalten befinden sich folgende Informationen:
- Lage: die Adresse des Baudenkmales und die geographischen Koordinaten. Kartenansicht, um Koordinaten zu setzen. In der Kartenansicht sind Baudenkmale ohne Koordinaten mit einem roten Marker dargestellt und können in der Karte gesetzt werden. Baudenkmale ohne Bild sind mit einem blauen Marker gekennzeichnet, Baudenkmale mit Bild mit einem grünen Marker.
- Bezeichnung: Bezeichnung des Baudenkmales
- Beschreibung: die Beschreibung des Baudenkmales. Unter § 3 Abs. 2 NDSchG werden Einzeldenkmale und unter § 3 Abs. 3 NDSchG Gruppen baulicher Anlagen und deren Bestandteile ausgewiesen.
- ID: die Objekt-ID des Baudenkmales
- Bild: ein Bild des Baudenkmales, ggf. zusätzlich mit einem Link zu weiteren Fotos des Baudenkmals im Medienarchiv Wikimedia Commons. Wenn man auf das Kamerasymbol klickt, können Fotos zu Baudenkmalen aus dieser Liste hochgeladen werden:

## Groß Mimmelage

### Gruppe: Hof Posthorst
Die Gruppe „Hof Posthorst“ (heute: Dahlhorster Hof) besteht aus einer dreiseitigen Hofanlage mit altem Baumbestand. Die Gruppe hat die ID 45187123.

| Lage                                            | Bezeichnung              | Beschreibung | ID       | Bild |
| ----------------------------------------------- | ------------------------ | --- | -------- | ---- |
| Ahrenhorster Weg 27 52° 38′ 54″ N, 7° 53′ 13″ O | Wohn-/Wirtschaftsgebäude | Das Zweiständer-Hallenhaus wurde 1834 unter einem Satteldach errichtet. Wohn- und Wirtschaftsgiebel kragen jeweils dreifach vor.                                                                          | 45165064 | BW   |
| Ahrenhorster Weg 27 52° 38′ 54″ N, 7° 53′ 14″ O | Scheune                  | Die Fachwerkscheune mit einer Querdurchfahrt wurde um 1800 unter einem Satteldach errichtet. Beide Giebel kragen dreifach vor.                                                                            | 45187182 | BW   |
| Ahrenhorster Weg 27 52° 38′ 54″ N, 7° 53′ 15″ O | Backhaus                 | Das anderthalbgeschossige Fachwerkgebäude wurde 1681 mit Speicher errichtet. Zweiständer-Hallenhaus wurde 1834 unter einem Satteldach errichtet. Wohn- und Wirtschaftsgiebel kragen jeweils dreifach vor. | 45187202 | BW   |
| Ahrenhorster Weg 27 52° 38′ 54″ N, 7° 53′ 13″ O | Wagenschauer/Remise      | 1892 wurde das Fachwerkgebäude mit vier Quereinfahrten, einem Zwerchgiebel und einem Stall unter einem Satteldach errichtet.                                                                              | 45187161 | BW   |

### Gruppe: Mimmelager Windmühle mit Müllerhof
Die Gruppe „Mimmelager Windmühle mit Müllerhof“ besteht aus der Windmühle („Everdings Mühle“) und einer Hofanlage mit altem Baumbestand. Die Gruppe hat die ID 42607893.

| Lage                                              | Bezeichnung         | Beschreibung | ID       | Bild           |
| ------------------------------------------------- | ------------------- | --- | -------- | -------------- |
| Mimmelager Straße 63a 52° 39′ 11″ N, 7° 52′ 47″ O | Windmühle           | Die Holländer-Windmühle wurde 1877 mit einem achteckigen Korpus im zweigeschossigen Bruchsteinmauerwerk errichtet. Es sind zwei Mahlgänge eingerichtet und ein Sägewerk angebaut. | 37138670 | Weitere Bilder |
| Mimmelager Straße 63 52° 39′ 9″ N, 7° 52′ 49″ O   | Wohnhaus            | Das Vierständer-Hallenhaus wurde 1896 aus einem alten Zweiständerbau unter einem Satteldach errichtet und 1919 umgebaut.                                                          | 42608938 | BW             |
| Mimmelager Straße 63 52° 39′ 10″ N, 7° 52′ 49″ O  | Stall               | Das Fachwerkgebäude wird als Stall genutzt. | 42608962 | BW             |
| Mimmelager Straße 63 52° 39′ 9″ N, 7° 52′ 50″ O   | Wagenschauer/Remise | Das Fachwerkgebäude wird als Remise genutzt. | 42608950 | BW             |

### Gruppe: Hof Thomann
Die Gruppe „Hof Thomann“ besteht aus einem mehrseitigen Hof. Die Gruppe hat die ID 45311265.

| Lage                                    | Bezeichnung              | Beschreibung | ID       | Bild |
| --------------------------------------- | ------------------------ | --- | -------- | ---- |
| Barenkamp 10 52° 39′ 5″ N, 7° 53′ 30″ O | Wohn-/Wirtschaftsgebäude | Das Zweiständer-Hallenhaus von 1750 steht unter einem Satteldach. Der Wirtschaftsgiebel kragt vierfach, der Wohngiebel dreifach vor.                                                                                      | 45311473 | BW   |
| Barenkamp 10 52° 39′ 5″ N, 7° 53′ 32″ O | Scheune                  | Die Fachwerkscheune mit drei Querdurchfahrten von 1938 steht unter einem Satteldach. | 45311614 | BW   |
| Barenkamp 10 52° 39′ 5″ N, 7° 53′ 31″ O | Stall                    | Der Fachwerkstall steht unter einem Satteldach. | 45311652 | BW   |
| Barenkamp 10 52° 39′ 5″ N, 7° 53′ 31″ O | Stall                    | Der Fachwerkstall steht unter einem Satteldach. | 45311687 | BW   |
| Barenkamp 10 52° 39′ 4″ N, 7° 53′ 31″ O | Stall                    | Der Fachwerkstall aus dem 19. Jahrhundert, dessen Giebel beide vorkragten, stand unter einem Satteldach. Er wurde durch einen Neubau ersetzt. Der nicht mehr existente Stall wurde aus dem Denkmalverzeichnis gestrichen. | 45311729 | BW   |
| Barenkamp 10 52° 39′ 6″ N, 7° 53′ 30″ O | Backhaus                 | Das Fachwerkgebäude von 1765 steht unter einem Satteldach. Der eine Giebel kragt zweifach, der andere einfach vor. Der Backofen wurde entfernt.                                                                           | 45311518 | BW   |

### Gruppe: Hof Wulfert
Die Gruppe „Hof Wulfert“ besteht aus einer mehrseitigen Hofanlage mit altem Baumbestand. Die Gruppe hat die ID 45187375.

| Lage                                     | Bezeichnung              | Beschreibung | ID       | Bild |
| ---------------------------------------- | ------------------------ | --- | -------- | ---- |
| Bollstraße 1 52° 39′ 18″ N, 7° 53′ 31″ O | Wohn-/Wirtschaftsgebäude | Das Zweiständer-Hallenhaus wurde 1792 unter einem Satteldach errichtet. Wohn- und Wirtschaftsgiebel kragen jeweils dreifach vor. Umbau erfolgte 1970.                             | 45187397 | BW   |
| Bollstraße 1 52° 39′ 18″ N, 7° 53′ 31″ O | Scheune                  | Die Fachwerkscheune mit zwei Quereinfahrten wurde 1756 unter einem Satteldach errichtet. Beide Giebel kragen jeweils dreifach vor. In späterer Zeit erfolgte ein Umbau als Stall. | 45187465 | BW   |
| Bollstraße 1 52° 39′ 19″ N, 7° 53′ 31″ O | Scheune                  | Die Fachwerkscheune mit zwei Querdurchfahrten und zwei Quereinfahrten wurde 1826 unter einem Satteldach errichtet. Beide Giebel kragen jeweils dreifach vor.                      | 45187487 | BW   |
| Bollstraße 1 52° 39′ 19″ N, 7° 53′ 33″ O | Backhaus                 | Das eingeschossige Fachwerkgebäude wurde im 19. Jahrhundert unter einem Satteldach errichtet. Der Backofen ist erhalten.                                                          | 45187669 | BW   |
| Bollstraße 1 52° 39′ 20″ N, 7° 53′ 30″ O | Stall                    | Das Fachwerkgebäude wurde als Hühnerstall genutzt. | 45187621 | BW   |
| Bollstraße 1 52° 39′ 18″ N, 7° 53′ 30″ O | Stall                    | Der Fachwerkstall steht unter einem Satteldach. | 45187436 | BW   |
| Bollstraße 1 52° 39′ 20″ N, 7° 53′ 30″ O | Silo                     | Zum geschützten Hofgelände gehören zwei Silos unter einem Dach. | 45187722 | BW   |
| Bollstraße 1 52° 39′ 19″ N, 7° 53′ 31″ O | Nebengebäude             | An das Hauptgebäude ist eine Melkkammer als Fachwerkgebäude angebaut. | 45187645 | BW   |
| Bollstraße 1 52° 39′ 19″ N, 7° 53′ 33″ O | Nebengebäude             | Der Holzschuppen wurde als Fachwerkgebäude an das Backhaus angebaut. | 45187700 | BW   |
| Bollstraße 1 52° 39′ 20″ N, 7° 53′ 32″ O | Wagenschauer/Remise      | Das Fachwerkgebäude steht unter einem Pultdach. | 45187593 | BW   |

### Gruppe: Hof Kavelage
Die Gruppe „Hof Kavelage“ besteht aus einer mehrseitigen Hofanlage mit altem Baumbestand. Die Gruppe hat die ID 45188581.

| Lage                                     | Bezeichnung              | Beschreibung                                                            | ID       | Bild |
| ---------------------------------------- | ------------------------ | ----------------------------------------------------------------------- | -------- | ---- |
| Bollstraße 5 52° 39′ 19″ N, 7° 53′ 44″ O | Wohn-/Wirtschaftsgebäude | Das Vierständer-Hallenhaus wurde 1813 unter einem Satteldach errichtet. | 45188682 | BW   |
| Bollstraße 5 52° 39′ 21″ N, 7° 53′ 44″ O | Scheune                  | Die 1820 errichtete Fachwerkscheune steht unter einem Satteldach.       | 45188854 | BW   |
| Bollstraße 5 52° 39′ 20″ N, 7° 53′ 43″ O | Scheune                  | Die Fachwerkscheune steht unter einem Satteldach.                       | 45188881 | BW   |
| Bollstraße 5 52° 39′ 20″ N, 7° 53′ 45″ O | Stall                    | Der Fachwerkstall steht unter einem Satteldach.                         | 45188833 | BW   |
| Bollstraße 5 52° 39′ 19″ N, 7° 53′ 43″ O | Speicher                 | Der Fachwerkspeicher wurde 1741 unter einem Satteldach errichtet.       | 45188811 | BW   |

### Gruppe: Hof Klümke
Die Gruppe „Hof Klümke“ besteht aus einer mehrseitigen Hofanlage unter einem Baumbestand. Die Gruppe hat die ID 45193235.

| Lage                                    | Bezeichnung              | Beschreibung | ID       | Bild |
| --------------------------------------- | ------------------------ | --- | -------- | ---- |
| Bruchweg 29 52° 38′ 47″ N, 7° 53′ 37″ O | Wohn-/Wirtschaftsgebäude | Das Zweiständer-Hallenhaus wurde 1806 unter einem Satteldach errichtet und 1837 umgebaut. Teile des Innengerüsts sind aus der Zeit um oder vor 1700. | 45193289 | BW   |
| Bruchweg 29 52° 38′ 46″ N, 7° 53′ 37″ O | Scheune                  | Die Fachwerkscheune mit zwei Quereinfahrten aus dem 18. Jahrhundert steht unter einem Satteldach.                                                    | 45193336 | BW   |
| Bruchweg 29 52° 38′ 46″ N, 7° 53′ 37″ O | Stall                    | Der Fachwerkstall steht unter einem Satteldach. | 45193359 | BW   |
| Bruchweg 29 52° 38′ 46″ N, 7° 53′ 38″ O | Backhaus                 | Das eingeschossige Fachwerkgebäude wurde 1740 unter einem Satteldach errichtet.                                                                      | 45193313 | BW   |

### Gruppe: Hof Burmester
Die Gruppe „Hof Burmester“ besteht aus einer mehrseitigen Hofanlage neben einem Baumbestand. Die Gruppe hat die ID 45193384.

| Lage                                     | Bezeichnung              | Beschreibung                                                                                | ID       | Bild |
| ---------------------------------------- | ------------------------ | ------------------------------------------------------------------------------------------- | -------- | ---- |
| Bureschweg 4 52° 39′ 19″ N, 7° 53′ 13″ O | Wohn-/Wirtschaftsgebäude | Das Zweiständer-Hallenhaus wurde 1743 unter einem Satteldach errichtet und später umgebaut. | 45193402 | BW   |
| Bureschweg 4 52° 39′ 21″ N, 7° 53′ 12″ O | Scheune                  | Die Fachwerkscheune steht unter einem Satteldach.                                           | 45193549 | BW   |
| Bureschweg 4 52° 39′ 20″ N, 7° 53′ 12″ O | Stall                    | Der Fachwerkstall steht unter einem Satteldach.                                             | 45193481 | BW   |
| Bureschweg 4 52° 39′ 19″ N, 7° 53′ 11″ O | Speicher                 | Der eingeschossige Fachwerkspeicher steht unter einem Satteldach.                           | 45193740 | BW   |
| Bureschweg 4 52° 39′ 20″ N, 7° 53′ 13″ O | Wagenschauer/Remise      | Das Fachwerkgebäude mit Quereinfahrt steht unter einem Satteldach.                          | 45193426 | BW   |
| Bureschweg 4 52° 39′ 19″ N, 7° 53′ 11″ O | Nebengebäude             | Der Schuppen ist als massives Backsteingebäude ausgeführt.                                  | 45193761 | BW   |

### Gruppe: Hof Brokamp
Die Gruppe „Hof Brokamp“ besteht aus einer mehrseitigen Hofanlage neben einem hohen Baumbestand. Die Gruppe hat die ID 45193784.

| Lage                                       | Bezeichnung              | Beschreibung                                                                                          | ID       | Bild |
| ------------------------------------------ | ------------------------ | --- | -------- | ---- |
| Buthfers Weg 42 52° 39′ 8″ N, 7° 53′ 56″ O | Wohn-/Wirtschaftsgebäude | Das Zweiständer-Hallenhaus wurde 1765 unter einem Satteldach errichtet und 1932 umfangreich umgebaut. | 45193802 | BW   |
| Buthfers Weg 42 52° 39′ 8″ N, 7° 53′ 58″ O | Scheune                  | Das frühere, 1730 errichtete Zweiständergebäude wurde zu einer Fachwerkscheune umgebaut.              | 45193847 | BW   |
| Buthfers Weg 42 52° 39′ 8″ N, 7° 53′ 58″ O | Stall                    | Das Backsteingebäude wurde als Hühnerstall genutzt.                                                   | 45193916 | BW   |
| Buthfers Weg 42 52° 39′ 8″ N, 7° 53′ 57″ O | Wagenschauer/Remise      | Der Wagenschauer mit Stall wurde unter einem Satteldach errichtet.                                    | 45193825 | BW   |
| Buthfers Weg 42 52° 39′ 8″ N, 7° 53′ 58″ O | Nebengebäude             | Der Fachwerkschuppen steht unter einem Pultdach.                                                      | 45193870 | BW   |
| Buthfers Weg 42 52° 39′ 9″ N, 7° 53′ 57″ O | Nebengebäude             | Der Fachwerkschuppen steht unter einem Pultdach.                                                      | 45193893 | BW   |

### Gruppe: Hof Gräner
Die Gruppe „Hof Gräner“ besteht aus einer mehrseitigen Hofanlage mit einem großen Garten unter einem hohen Baumbestand. Die Gruppe hat die ID 45193939.

| Lage                                            | Bezeichnung              | Beschreibung                                                            | ID       | Bild |
| ----------------------------------------------- | ------------------------ | ----------------------------------------------------------------------- | -------- | ---- |
| Frehorster Straße 11 52° 39′ 51″ N, 7° 54′ 3″ O | Wohn-/Wirtschaftsgebäude | Das Zweiständer-Hallenhaus wurde 1671 unter einem Satteldach errichtet. | 45193957 | BW   |
| Frehorster Straße 11 52° 39′ 51″ N, 7° 54′ 4″ O | Scheune                  | Die Fachwerkscheune wurde 1876 unter einem Satteldach errichtet.        | 45194026 | BW   |
| Frehorster Straße 11 52° 39′ 51″ N, 7° 54′ 4″ O | Stall                    | Der Stall wurde unter einem Satteldach errichtet.                       | 45194003 | BW   |
| Frehorster Straße 11 52° 39′ 50″ N, 7° 54′ 6″ O | Stall                    | Der Stall wurde unter einem Satteldach errichtet.                       | 45194003 | BW   |
| Frehorster Straße 11 52° 39′ 50″ N, 7° 54′ 3″ O | Wagenschauer/Remise      | Der Wagenschauer wurde in Fachwerkbauweise errichtet.                   | 45193981 | BW   |
| Frehorster Straße 11 52° 39′ 50″ N, 7° 54′ 4″ O | Nebengebäude             | Der Schuppen wurde in Fachwerkbauweise errichtet.                       | 45194048 | BW   |

### Gruppe: Hof Groß de Wente
Die Gruppe „Hof Groß de Wente“ besteht aus einer mehrseitigen Hofanlage mit einem großen Garten unter einem hohen Baumbestand. Die Gruppe hat die ID 45194139.

| Lage                                            | Bezeichnung              | Beschreibung | ID       | Bild |
| ----------------------------------------------- | ------------------------ | --- | -------- | ---- |
| Mimmelager Straße 16 52° 39′ 6″ N, 7° 52′ 27″ O | Wohn-/Wirtschaftsgebäude | Das Vierständer-Hallenhaus entstand vermutlich 1833 aus einer Erweiterung eines Zweiständer-Hallenhauses. Der Wirtschaftsgiebel kragt dreifach, der Wohngiebel einfach vor. | 45194159 | BW   |
| Mimmelager Straße 16 52° 39′ 8″ N, 7° 52′ 25″ O | Scheune                  | Die Fachwerkscheune mit zwei Querdurchfahrten wurde im ausgehenden 18. Jahrhundert unter einem Satteldach errichtet. Beide Giebel kragen dreifach vor.                      | 45194207 | BW   |
| Mimmelager Straße 16 52° 39′ 6″ N, 7° 52′ 26″ O | Stall                    | Der Stall wurde 1952 als Backsteingebäude errichtet. | 45194230 | BW   |
| Mimmelager Straße 16 52° 39′ 7″ N, 7° 52′ 28″ O | Stall                    | Das Fachwerkgebäude wurde zuletzt als Hühnerstall genutzt. Beide Giebel kragen zweifach vor.                                                                                | 45194276 | BW   |
| Mimmelager Straße 16 52° 39′ 7″ N, 7° 52′ 26″ O | Stall                    | Der Fachwerkstall steht unter einem Satteldach. | 45194625 | BW   |
| Mimmelager Straße 16 52° 39′ 7″ N, 7° 52′ 25″ O | Wagenschauer/Remise      | Das Fachwerkgebäude mit hoher Querdurchfahrt und Zwerchgiebel steht unter einem Satteldach.                                                                                 | 45194185 | BW   |
| Mimmelager Straße 16 52° 39′ 7″ N, 7° 52′ 23″ O | Nebengebäude             | Die Fachwerkkonstruktion einer Maschinenhalle wurde 1952 errichtet. | 45194299 | BW   |
| Mimmelager Straße 16 52° 39′ 8″ N, 7° 52′ 27″ O | Nebengebäude             | Der Fachwerkschuppen steht unter einem Pultdach. | 45194253 | BW   |

### Gruppe: Hof Sundermann
Die Gruppe „Hof Sundermann“ besteht aus einer mehrseitigen Hofanlage mit Garten. Die Gruppe hat die ID 45196485. Der Eichenbestand wurde 1971 gefällt und mit Fichten ersetzt.

| Lage                                             | Bezeichnung              | Beschreibung | ID       | Bild |
| ------------------------------------------------ | ------------------------ | --- | -------- | ---- |
| Mimmelager Straße 19 52° 38′ 52″ N, 7° 52′ 37″ O | Wohn-/Wirtschaftsgebäude | Das Zweiständer-Hallenhaus wurde 1823 unter einem Satteldach errichtet. Der Wirtschaftsgiebel kragt dreifach, der Wohngiebel einfach vor.        | 45196594 | BW   |
| Mimmelager Straße 19 52° 38′ 52″ N, 7° 52′ 39″ O | Scheune                  | Die Fachwerkscheune mit Querdurchfahrt wurde 1825 unter einem Satteldach errichtet. Beide Giebel kragen dreifach vor.                            | 45196885 | BW   |
| Mimmelager Straße 19 52° 38′ 52″ N, 7° 52′ 37″ O | Stall                    | Der Fachwerkstall wurde mit Backsteinwänden errichtet.                                                                                           | 45196630 | BW   |
| Mimmelager Straße 19 52° 38′ 52″ N, 7° 52′ 38″ O | Stall                    | Der Fachwerkstall wurde 1826 unter einem Satteldach errichtet.                                                                                   | 45196669 | BW   |
| Mimmelager Straße 19 52° 38′ 52″ N, 7° 52′ 33″ O | Backhaus                 | Das eingeschossige Fachwerkgebäude wurde wohl 1751 unter einem Satteldach errichtet. Ein Giebel kragt zweifach vor. Der Backofen wurde entfernt. | 45196720 | BW   |
| Mimmelager Straße 19 52° 38′ 52″ N, 7° 52′ 36″ O | Wagenschauer/Remise      | Das Fachwerkgebäude steht unter einem Satteldach.                                                                                                | 45196768 | BW   |
| Mimmelager Straße 19 52° 38′ 51″ N, 7° 52′ 38″ O | Wagenschauer/Remise      | Das Fachwerkgebäude steht unter einem Satteldach.                                                                                                | 45196834 | BW   |
| Mimmelager Straße 19 52° 38′ 51″ N, 7° 52′ 40″ O | Nebengebäude             | Der Fachwerkschuppen steht unter einem Satteldach.                                                                                               | 45196913 | BW   |

### Gruppe: Hof Netheler
Die Gruppe „Hof Netheler“ besteht aus einer mehrseitigen Hofanlage. Die Gruppe hat die ID 45197284. 

| Lage                                             | Bezeichnung              | Beschreibung                                                       | ID       | Bild |
| ------------------------------------------------ | ------------------------ | ------------------------------------------------------------------ | -------- | ---- |
| Mimmelager Straße 56 52° 39′ 22″ N, 7° 54′ 11″ O | Wohn-/Wirtschaftsgebäude | Das Vierständer-Hallenhaus wurde unter einem Satteldach errichtet. | 45197319 | BW   |
| Mimmelager Straße 56 52° 39′ 22″ N, 7° 54′ 12″ O | Scheune                  | Die Fachwerkscheune steht unter einem Satteldach.                  | 45197344 | BW   |
| Mimmelager Straße 56 52° 39′ 22″ N, 7° 54′ 12″ O | Scheune                  | Die Fachwerkscheune steht unter einem Satteldach.                  | 45197369 | BW   |

### Gruppe: Hof Witte (ehemals Schiphorst)
Die Gruppe „Hof Witte (ehemals Schiphorst)“ besteht aus einer Hofanlage mit einem besonderen Bauerngarten. Die Gruppe hat die ID 48941004. 

| Lage                                          | Bezeichnung              | Beschreibung                                                            | ID       | Bild |
| --------------------------------------------- | ------------------------ | ----------------------------------------------------------------------- | -------- | ---- |
| Röwekamps Damm 18 52° 39′ 59″ N, 7° 53′ 28″ O | Wohn-/Wirtschaftsgebäude | Das Zweiständer-Hallenhaus wurde 1796 unter einem Satteldach errichtet. | 45199487 | BW   |
| Röwekamps Damm 18 52° 39′ 58″ N, 7° 53′ 28″ O | Garten                   | Der Garten ist durch zahlreiche Taxusgehölze und Hecken gestaltet.      | 48894180 | BW   |

### Gruppe: Hof Middendorf
Die Gruppe „Hof Middendorf“ besteht aus einer Hofanlage mit Baumbestand. Die Gruppe hat die ID 45208662. 

| Lage                                        | Bezeichnung              | Beschreibung | ID       | Bild |
| ------------------------------------------- | ------------------------ | --- | -------- | ---- |
| Seemannstraße 2 52° 39′ 30″ N, 7° 53′ 17″ O | Wohn-/Wirtschaftsgebäude | Das Vierständer-Hallenhaus wurde 1839 unter einem Satteldach errichtet. Wohn- und Wirtschaftsgiebel kragen jeweils dreifach vor.          | 45208692 | BW   |
| Seemannstraße 2 52° 39′ 30″ N, 7° 53′ 19″ O | Scheune                  | Die Fachwerkscheune mit Querdurchfahrt steht unter einem Satteldach. Beide Giebel kragen jeweils zweifach vor.                            | 45208720 | BW   |
| Seemannstraße 2 52° 39′ 30″ N, 7° 53′ 19″ O | Stall                    | Der Fachwerkstall wurde im 19. Jahrhundert unter einem Satteldach errichtet. Beide Giebel kragen jeweils zweifach vor.                    | 45208785 | BW   |
| Seemannstraße 2 52° 39′ 29″ N, 7° 53′ 19″ O | Stall                    | Der Fachwerkstall wurde im 19. Jahrhundert unter einem Satteldach errichtet.                                                              | 47487178 | BW   |
| Seemannstraße 2 52° 39′ 31″ N, 7° 53′ 18″ O | Wagenschauer/Remise      | Das Fachwerkgebäude wurde im 19. Jahrhundert mit einer Querdurchfahrt unter einem Satteldach errichtet. Beide Giebel kragen zweifach vor. | 45208743 | BW   |

### Gruppe: Hof Wernexe
Die Gruppe „Hof Wernexe“ besteht aus einer mehrseitigen Hofanlage mit Baumbestand. Die Gruppe hat die ID 49111247. 

| Lage                                         | Bezeichnung              | Beschreibung | ID       | Bild |
| -------------------------------------------- | ------------------------ | --- | -------- | ---- |
| Vortmanns Weg 23 52° 39′ 56″ N, 7° 54′ 23″ O | Wohn-/Wirtschaftsgebäude | Das Zweiständer-Hallenhaus wurde 1768 unter einem Satteldach errichtet. Der Wirtschaftsgiebel kragt dreifach vor. | 45208956 | BW   |
| Vortmanns Weg 23 52° 39′ 57″ N, 7° 54′ 23″ O | Scheune                  | Die Fachwerkscheune wurde 1830 unter einem Satteldach errichtet. Die Giebel kragen jeweils einfach vor.           | 49111532 | BW   |
| Vortmanns Weg 23 52° 39′ 56″ N, 7° 54′ 24″ O | Stall                    | Der Fachwerkstall wurde Anfang des 19. Jahrhunderts unter einem Satteldach errichtet.                             | 49111443 | BW   |
| Vortmanns Weg 23 52° 39′ 57″ N, 7° 54′ 23″ O | Wagenschauer/Remise      | Das Fachwerkgebäude wurde Anfang des 19. Jahrhunderts unter einem Satteldach errichtet.                           | 49111405 | BW   |
| Vortmanns Weg 23 52° 39′ 56″ N, 7° 54′ 24″ O | Wagenschauer/Remise      | Das Fachwerkgebäude wurde Anfang des 19. Jahrhunderts unter einem Satteldach errichtet.                           | 49111487 | BW   |

### Einzeldenkmale
| Lage                                              | Bezeichnung              | Beschreibung | ID       | Bild |
| ------------------------------------------------- | ------------------------ | --- | -------- | ---- |
| Barenkamp 9a 52° 39′ 1″ N, 7° 53′ 48″ O           | Wohn-/Wirtschaftsgebäude | Das Zweiständer-Hallenhaus wurde als Heuerhaus für den Hof Henniger unter einem Satteldach errichtet.                                                                        | 45187319 | BW   |
| Barenkamp 25 52° 38′ 59″ N, 7° 53′ 53″ O          | Wohn-/Wirtschaftsgebäude | 1864 wurde das Vierständer-Hallenhaus auf dem Hof Oldenhage unter einem Satteldach errichtet.                                                                                | 45187342 | BW   |
| Frehorster Straße 24A 52° 39′ 36″ N, 7° 54′ 12″ O | Wohn-/Wirtschaftsgebäude | 1737 wurde das Zweiständer-Hallenhaus als Heuerhaus für den Hof Burding unter einem Satteldach errichtet.                                                                    | 45194093 | BW   |
| Im Bruche 119 52° 38′ 53″ N, 7° 52′ 25″ O         | Wohn-/Wirtschaftsgebäude | Das Zweiständer-Hallenhaus wurde 1698 als Heuerhaus für den Hof Kleine de Wente unter einem Satteldach errichtet.                                                            | 45194116 | BW   |
| Mimmelager Straße 20 52° 39′ 7″ N, 7° 52′ 34″ O   | Speicher                 | Der zweigeschossige Fachwerkspeicher wurde 1736 auf dem Hof Kleine de Wente unter einem Satteldach errichtet.                                                                | 45194093 | BW   |
| Mimmelager Straße 30 52° 39′ 7″ N, 7° 52′ 34″ O   | Wohn-/Wirtschaftsgebäude | Das Zweiständer-Hallenhaus wurde 1768 auf dem Hof Schröder unter einem Satteldach errichtet.                                                                                 | 45197077 | BW   |
| Mimmelager Straße 57 52° 39′ 20″ N, 7° 53′ 51″ O  | Wohn-/Wirtschaftsgebäude | Das Querdielenhaus unter einem Krüppelwalmdach von 1852 war als ehemalige Schule mit Lehrerwohnung genutzt worden. Auf dem früheren Schulhof findet sich eine Ulme von 1866. | 45197520 | BW   |
| Nortruper Straße 28 52° 38′ 43″ N, 7° 53′ 48″ O   | Wohn-/Wirtschaftsgebäude | Das Hauptgebäude des Hofes Jürgen Oldenhage zeigt ein villenartiges Wohnhaus unter einem Satteldach von 1915 mit einem Wirtschaftsflügel unter einem Satteldach von 1868.    | 45198130 | BW   |
| Röwekamps Damm 7 52° 39′ 39″ N, 7° 53′ 40″ O      | Wohn-/Wirtschaftsgebäude | Das Zweiständer-Hallenhaus wurde 1800 auf dem Hof Engberding unter einem Satteldach errichtet.                                                                               | 45198326 | BW   |
| Röwekamps Damm 13 52° 39′ 43″ N, 7° 53′ 30″ O     | Wohn-/Wirtschaftsgebäude | Das Gebäude wurde 1872 auf dem Hof Oesing unter einem Satteldach errichtet.                                                                                                  | 45198424 | BW   |
| Röwekamps Damm 14 52° 39′ 53″ N, 7° 53′ 26″ O     | Wohn-/Wirtschaftsgebäude | Das Zweiständer-Hallenhaus wurde 1763 auf dem Hof Möhlmann unter einem Satteldach errichtet. Der Wirtschaftsgiebel kragt dreifach vor.                                       | 36997350 | BW   |
| Röwekamps Damm 14a 52° 39′ 47″ N, 7° 53′ 31″ O    | Wohn-/Wirtschaftsgebäude | Das Zweiständer-Hallenhaus wurde als Heuerhaus vermutlich im 19. Jahrhundert unter Verwendung eines Innengerüsts aus der Zeit um 1700 für den Hof Möhlmann errichtet.        | 45199269 | BW   |
| Seemannstraße 12 52° 39′ 31″ N, 7° 53′ 12″ O      | Wohn-/Wirtschaftsgebäude | Das Zweiständer-Hallenhaus wurde 1664 auf dem Hof Schoo (vormals Rickhaus) unter einem Satteldach errichtet. Beide Giebel wurden erheblich verändert.                        | 45208851 | BW   |

### Ehemalige Baudenkmale
| Lage                                           | Bezeichnung              | Beschreibung | ID       | Bild |
| ---------------------------------------------- | ------------------------ | --- | -------- | ---- |
| Ahrenhorster Weg 3 52° 39′ 6″ N, 7° 53′ 20″ O  | Hofanlage                | Die mehrseitige Hofanlage Sunderlage besteht aus einem Wohn-/Wirtschaftsgebäude von 1751, einer Scheune von 1751, einem Fachwerkstall, einem Fachwerkschuppen sowie einem Wagenschauer von 1881. Wegen der Veränderungen wurde die Anlage 1986 nicht mehr im Denkmalverzeichnis geführt. | 48890643 | BW   |
| Bollstraße 8 52° 39′ 13″ N, 7° 53′ 18″ O       | Hofanlage                | Die mehrseitige Hofanlage besteht aus einem Wohn-/Wirtschaftsgebäude von 1902, zwei Scheunen (davon eine auf 1919 datiert), einem Stall und einem Schuppen sowie einem Speicher von 1881. Wegen der Veränderungen wurde die Anlage 1986 nicht mehr im Denkmalverzeichnis geführt.        | 51613203 | BW   |
| Bollstraße 11a 52° 39′ 14″ N, 7° 53′ 42″ O     | Wohn-/Wirtschaftsgebäude | Das Zweiständer-Hallenhaus wurde im 19. Jahrhundert als Heuerhaus für den Hof Wulfert unter einem Satteldach errichtet. Das Gebäude brannte ab und wurde daher 2017 aus dem Denkmalverzeichnis gestrichen.                                                                               | 45311820 | BW   |
| Nortruper Straße 39 52° 38′ 54″ N, 7° 54′ 3″ O | Hofanlage                | Die mehrseitige Hofanlage Hemkenthal mit Scheune wurde für eine Tischlerei erweitert. Wegen der Veränderungen wurde die Anlage 1986 nicht mehr im Denkmalverzeichnis geführt. | 48890678 | BW   |
| Piepenweg 10 52° 38′ 56″ N, 7° 54′ 19″ O       | Wohn-/Wirtschaftsgebäude | Das Zweiständer-Hallenhaus wurde als Heuerhaus für den Hof Sunderlage unter einem Satteldach errichtet. Wegen der Veränderungen wurde es seit 1986 nicht mehr im Denkmalverzeichnis geführt.                                                                                             | 45198210 | BW   |
| Tulpenstraße 148 52° 39′ 25″ N, 7° 54′ 7″ O    | Wohn-/Wirtschaftsgebäude | Das Fachwerkgebäude wurde als Heuerhaus errichtet. Wegen der Veränderungen wurde es 1986 nicht mehr im Denkmalverzeichnis geführt. | 51613245 | BW   |